# Phanes (Mythologie)
Phanes (altgriechisch Φάνης Phánēs, deutsch ‚der Erscheinende, der Leuchtende‘) ist ein Gott in der griechischen Mythologie.
Die Verehrung des Phanes beschränkte sich anscheinend auf die Orphiker, in deren Weltentstehungslehre er eine zentrale Rolle spielte. Daher stammen die heutigen Kenntnisse über ihn in erster Linie aus den erhaltenen Fragmenten des orphischen Schrifttums.

## Mythos
Die Orphiker nahmen eine Urgottheit an, die aus dem Welt-Ei hervorging. Diese Gottheit hatte verschiedene Namen bzw. trat in verschiedenen Erscheinungsformen auf; von den sie betreffenden Mythen sind unterschiedliche Varianten überliefert.
Da der Urgott das erste geborene Lebewesen war, wurde er Protogonos (Πρωτογόνος Prōtogónos, deutsch ‚Erstgeborener‘) genannt. In erster Linie wurde er als Lichtträger betrachtet; daher gab man ihm den Namen Phanes, der vom Verb φαίνειν phaínein, deutsch ‚zum Vorschein kommen, erscheinen, leuchten‘, abgeleitet ist. In der Antike brachte man diesen Namen oft mit φάος pháos, poetisch für φῶς phṓs, deutsch ‚Licht‘, in Verbindung; tatsächlich besteht ein etymologischer Zusammenhang zwischen phaínein und pháos. Ein anderer Name war Antauges (Ἀνταυγής Antaugḗs, deutsch ‚der Entgegenleuchtende‘). Wegen seiner Lichthaftigkeit wurde er mit dem Sonnengott Helios identifiziert. Andere Götter, mit denen man ihn gleichsetzte, sind Dionysos, Mithras und Zeus; die letztere Gleichsetzung ergab sich daraus, dass seine Verehrer ihn als Weltherrscher und Göttervater betrachteten.
Für die Orphiker war Phanes der Schöpfergott; er soll das Menschengeschlecht erschaffen haben. Als Hervorbringer des Lebens wurde er mit dem Fruchtbarkeitsgott Priapos gleichgesetzt. Vor allem identifizierte man ihn mit Eros; die älteste erhaltene Quelle, die Komödie Die Vögel des Aristophanes, nennt ihn überhaupt nur Eros. In dieser frühen Zeit wurde die Gestalt des Eros noch nicht in erster Linie mit Liebe und Sexualität assoziiert, sondern mit der Vorstellung von weltschaffender und lichtspendender Aktivität. Den Namen Phanes erhielt Eros anscheinend erst später. In Quellen, die ihn nicht namentlich nennen oder mit einem anderen Namen bezeichnen, ist das Merkmal, das seine Identifizierung ermöglicht, seine Entstehung aus dem Ur-Ei. Sicher bezeugt ist der Name Phanes erst bei Diodor im 1. Jahrhundert v. Chr., doch wird vermutet, dass er schon auf einem Papyrus-Fragment aus dem 3. Jahrhundert v. Chr. zu ergänzen ist. Jedenfalls ist davon auszugehen, dass die Verehrung unter dem Namen Phanes im Zeitalter des Hellenismus einsetzte und dass damals die Phanes preisende orphische Dichtung entstand.
Phanes war androgyn. Er hatte vier Augen oder vier Gesichter. Man stellte sich ihn wie Eros mit goldenen Flügeln vor.
Nach einer von dem Christen Athenagoras von Athen überlieferten Fassung des Mythos erzeugte Phanes aus sich heraus das schlangengestaltige Monster Echidna. Die Nachtgöttin Nyx galt bei den Orphikern als seine Tochter, die nach ihm die Weltherrschaft übernahm.

## Ikonographie
Die bildende Kunst steuert wenig Informationen über Phanes bei, da er nur auf einer einzigen Abbildung klar identifizierbar ist. Es handelt sich um ein Steinrelief im Museo Civico Archeologico von Modena aus der ersten Hälfte des 2. Jahrhunderts. Man sieht den ziegenfüßigen Phanes den beiden Hälften des kosmischen Eis entsteigen. Sein nackter Körper ist von der Schlange umwunden. Mit der rechten Hand hält er eine Fackel, mit der linken ein Szepter. Auf der Brust trägt er eine Löwenmaske.